# Topobea crassifolia
Topobea crassifolia är en tvåhjärtbladig växtart som först beskrevs av Frank Almeda, och fick sitt nu gällande namn av Frank Almeda. Topobea crassifolia ingår i släktet Topobea och familjen Melastomataceae. Inga underarter finns listade i Catalogue of Life.